# Montagnes des Virunga
Les montagnes des Virunga sont une chaîne volcanique en Afrique de l'Est, le long de la frontière nord du Rwanda, de la république démocratique du Congo et de l'Ouganda. Cette chaîne de montagnes est une branche du rift Albertin, partie de la vallée du Grand Rift. Ces montagnes sont localisées entre le lac Édouard et le lac Kivu.

## Géographie

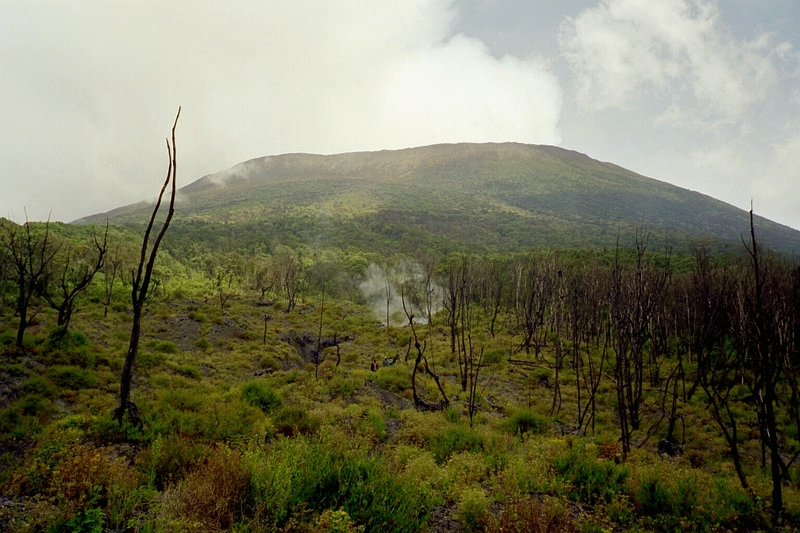
Vue du Nyiragongo.

La chaîne comprend huit volcans majeurs, endormis à l'exception du Nyiragongo (3 462 mètres) et du Nyamuragira (3 063 mètres), tous deux situés en République démocratique du Congo : le premier est en éruption depuis 2002 (avec un dernier épisode majeur en 2021), le second a connu une éruption en 2016-2017. Le mont Karisimbi, à 4 507 mètres d'altitude, en est le point culminant. Le plus ancien est le Sabyinyo (3 645 mètres).
Les montagnes des Virunga abritent les gorilles de montagne. Le Centre de recherche de Karisoke se trouve entre le Karisimbi et le Visoke. Il fut fondé par Dian Fossey pour l'observation des gorilles.
Des traces d'okapis y ont par ailleurs été récemment observées, dans la partie congolaise (parc national des Virunga).
Les montagnes sont :
- le mont Karisimbi, Rwanda ;

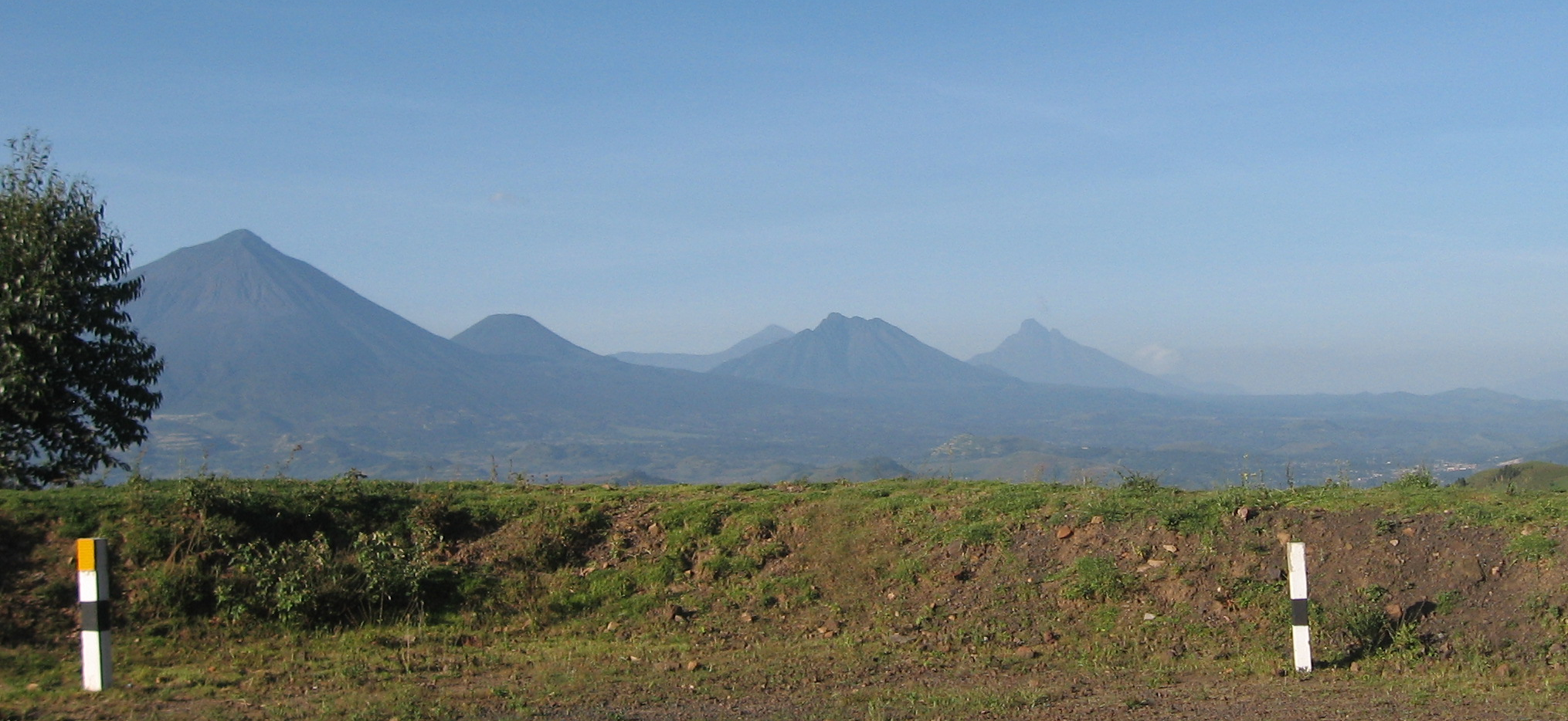
Une partie des montagnes des Virunga, vues depuis l'Ouganda avec, de gauche à droite : le Muhavura, le Gahinga, le mont Karisimbi, le Sabyinyo et le mont Mikeno.

- le Nyiragongo, République démocratique du Congo ;
- le Nyamuragira, République démocratique du Congo ;
- le mont Mikeno, République démocratique du Congo ;
- le Visoke, Rwanda ;
- le Sabyinyo, Rwanda, République démocratique du Congo et Ouganda ;
- le Gahinga, Rwanda et Ouganda ;
- le Muhavura, Rwanda et Ouganda.

Plusieurs parcs nationaux couvrent les montagnes : le parc national des Virunga (République démocratique du Congo), le parc national des volcans (Rwanda) et le parc national des gorilles de Mgahinga (Ouganda).